# Bahnradsport-Weltmeisterschaften 1968
Die Bahnradsport-Weltmeisterschaften 1968 fanden vom 26. bis 29. August 1968 auf der Radrennbahn in Rom sowie Anfang November in Montevideo statt. Die Wettbewerbe waren erstmals getrennt: Die fünf olympischen Disziplinen wurden in Montevideo im Velódromo Municipal ausgetragen, die nicht-olympischen hingegen, wie die Profi- und die Steher-Rennen sowie die Rennen der Frauen, auf dem Velodromo Olimpico von Rom.
Die Amateur-Weltmeisterschaften in Montevideo fanden kurz nach Beendigung der Olympischen Spiele in Mexiko statt und waren die ersten auf südamerikanischem Boden. Sportler aus 15 Verbänden waren am Start, allerdings keine bundesdeutschen, weshalb das Medienecho in Deutschland auch gering war.
Die Aufteilung der Bahn-Weltmeisterschaften hatte man nach der Bahn-WM im Jahr zuvor in Amsterdam beschlossen, da sich das Programm mit elf Disziplinen als zu umfangreich für einen reibungslosen Ablauf erwiesen hatte. In kommenden Olympiajahren wurden die Ergebnisse der Olympischen Spiele gleichzeitig als Amateur-Weltmeisterschaften gewertet, bis zur Aufhebung der Trennung zwischen Profis und Amateuren im Jahr 1992.

## Resultate

### Frauen
| Disziplin                | Platz | Land                   | Athlet                 |
| ------------------------ | ----- | ---------------------- | ---------------------- |
| Sprint                   | 1     | Sowjetunion            | Alla Bagijanz          |
|                          | 2     | Sowjetunion            | Irina Kiritschenko     |
|                          | 3     | Sowjetunion            | Galina Ermolaeva       |
| Einerverfolgung (3000 m) | 1     | Sowjetunion            | Raissa Obodowskaja     |
|                          | 2     | Vereinigtes Königreich | Beryl Burton           |
|                          | 3     | Niederlande            | Keetie van Oosten-Hage |

### Männer (Profis)
| Disziplin                | Platz | Land                   | Athlet                           |
| ------------------------ | ----- | ---------------------- | -------------------------------- |
| Sprint                   | 1     | Italien                | Giuseppe Beghetto                |
|                          | 2     | Belgien                | Patrick Sercu                    |
|                          | 3     | Italien                | Giovanni Pettenella              |
| Einerverfolgung (5000 m) | 1     | Vereinigtes Königreich | Hugh Porter                      |
|                          | 2     | Dänemark               | Ole Ritter                       |
|                          | 3     | Italien                | Leandro Faggin                   |
| Steherrennen (100 km)    | 1     | Belgien                | Leo Proost/Norbert Koch          |
|                          | 2     | Niederlande            | Piet de Wit/Joop Stakenburg      |
|                          | 3     | BR Deutschland         | Ehrenfried Rudolph/Bruno Walrave |

### Männer (Amateure)
| Disziplin                      | Platz | Land               | Athlet                                                                  |
| ------------------------------ | ----- | ------------------ | ----------------------------------------------------------------------- |
| Sprint                         | 1     | Italien            | Luigi Borghetti                                                         |
|                                | 2     | Dänemark           | Niels Fredborg                                                          |
|                                | 3     | Belgien            | Robert Van Lancker                                                      |
| Tandem                         | 1     | Italien            | Bruno Gonzato/Dino Verzini                                              |
|                                | 2     | Belgien            | Daniel Goens/Robert Van Lancker                                         |
|                                | 3     | Japan              | Sanji Inoue/Hideo Madarame                                              |
| Zeitfahren                     | 1     | Dänemark           | Niels Fredborg                                                          |
|                                | 2     | Vereinigte Staaten | Jack Simes                                                              |
|                                | 3     | Italien            | Gianni Sartori                                                          |
| Einerverfolgung                | 1     | Dänemark           | Mogens Frey                                                             |
| (4000 m)                       | 2     | Schweiz            | Xaver Kurmann                                                           |
|                                | 3     | Italien            | Lorenzo Bosisio                                                         |
| Mannschaftsverfolgung (4000 m) | 1     | Italien            | Cipriano Chemello/Lorenzo Bosisio/ Giorgio Morbiato/Luigi Roncaglia     |
|                                | 2     | Argentinien        | Carlos Miguel Álvarez/Juan Alves/ Ernesto Contreras/Juan Alberto Merlos |
|                                | 3     | Schweden           | Erik Pettersson/Tomas Pettersson/ Gösta Pettersson/Josef Ripfel         |
| Steherrennen                   | 1     | Italien            | Giuseppe Grassi/August Meuleman                                         |
| (1 Stunde)                     | 2     | Niederlande        | Cees Stam/Norbert Koch                                                  |
|                                | 3     | Schweiz            | Beni Herger/Bruno Walrave                                               |